# Gut Hahn

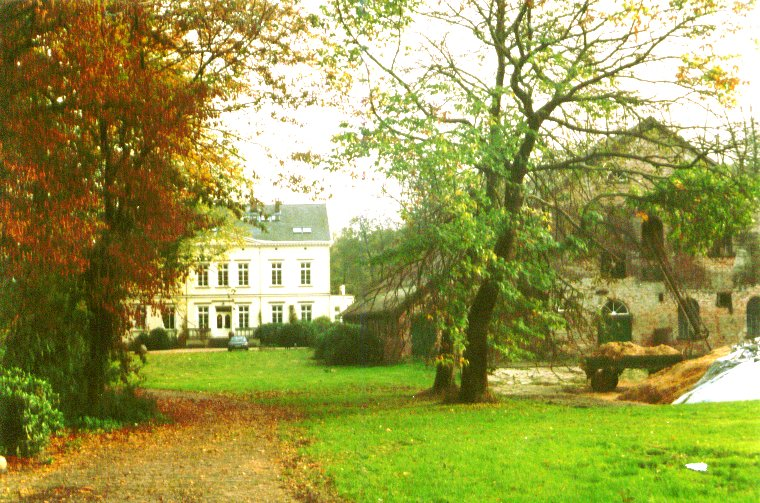
Gut Hahn

Das ehemals herrschaftliche Gut Hahn liegt im Oldenburger Land – 20 km nördlich der Stadt Oldenburg, am Rande des Rasteder Geestrückens. Es wurde erstmals im Jahre 1059 als Villa Hona in der Gründungsurkunde der Sankt-Ulrichskirche zu Rastede erwähnt.

## Geschichte

### Oldenburger Grafen

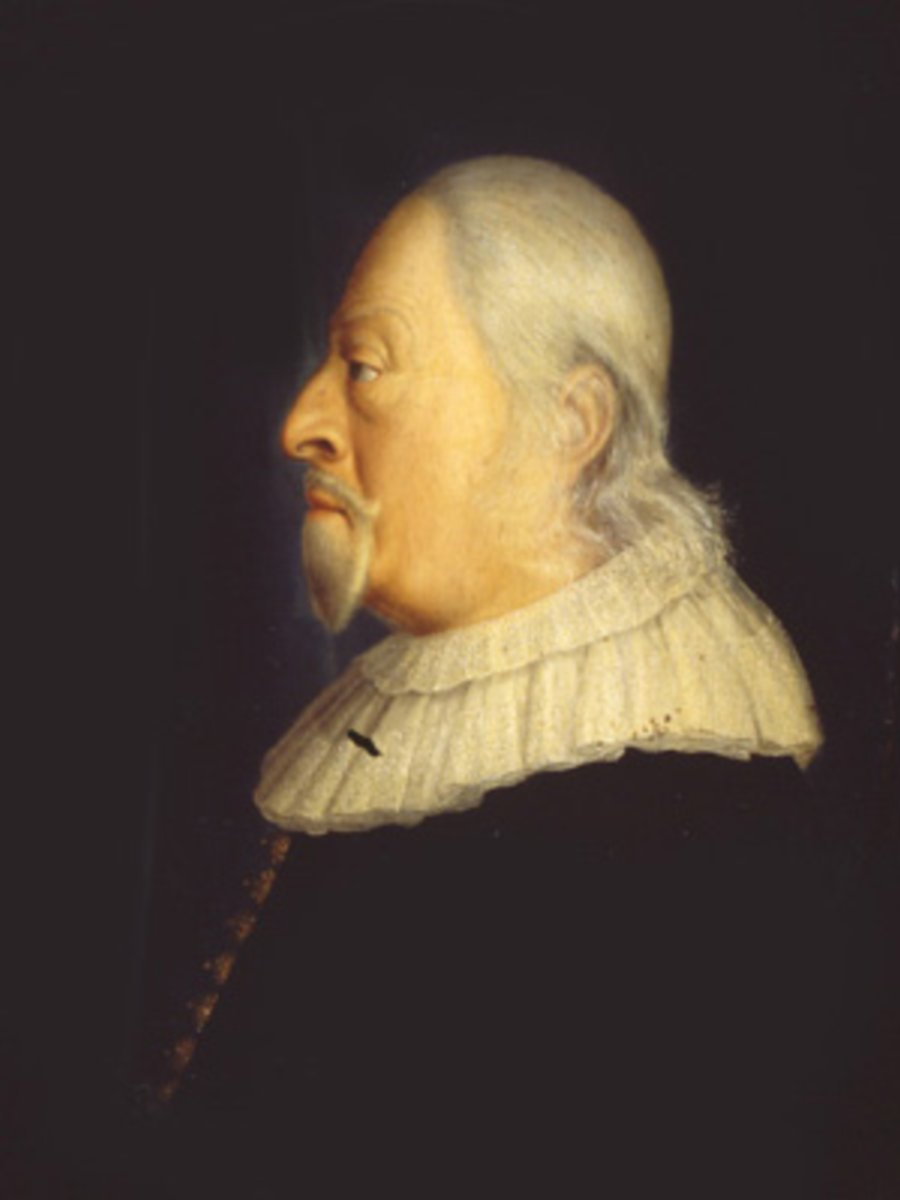
Graf Anton Günther

Anton I. von Aldenburg

Die Besitzer waren vermutlich schon seit langem die Vorfahren der Oldenburger Grafen. Graf Johann II. († 1314) übergab das Gut im Jahre 1310 der kurz zuvor in Bredehorn gegründeten Johanniter-Kommende. Johanniter-Mönche errichteten auf der im Wald gelegenen Hofstelle große landwirtschaftliche Gebäude und eine Kapelle.  100 m nördlich des Gutshauses von Gut Hahn befindet sich eine von einem Wassergraben umgebene Motte, deren Hügel einen Durchmesser von 25 m und eine Höhe von 3 m aufweist. Diese kleine Turmhügelburg wurde offenbar zum Schutze des Hofes errichtet, ob noch von den Oldenburger Grafen oder erst von den Johannitern, ist unklar.
1487 erklärte Graf Gerd von Oldenburg den Johannitern, dass seine Vorfahren ihnen zwar das Gut Hahn zur Bewirtschaftung anvertraut hätten, ihnen aber damit keine weiteren Befugnisse und Besitzrechte verliehen worden seien. Der Orden und die Grafen stritten noch Jahrzehnte um die Besitzverhältnisse, bis es 1572 zu einem Vergleich kam, in dem die Johanniter auf das Gut verzichteten. Gut Hahn wurde ein gräfliches Vorwerk, das von so genannten Meiern verwaltet wurde. Graf Anton Günther (1583–1667), der letzte und populärste Landesherr der Grafschaft Oldenburg, unterhielt auf Gut Hahn ein Pferdegestüt. Die Bauern in der Umgebung des Vorwerks waren verpflichtet, die zum gräflichen Gutsbetrieb gehörenden Ländereien zu bearbeiten. Als Anton Günther 1667 starb, fiel die Grafschaft Oldenburg als Erbe an den König von Dänemark.
Dem unehelichen Sohn Anton I. von Aldenburg blieb die Erbfolge versagt. Gemäß dem Testament des Vaters erhielt er nur das Amt Varel, die Herrlichkeit Kniphausen und das Gut Hahn als freies Grundeigentum. Die dänische Regierung war damit nicht einverstanden und versuchte mit verschiedenen politischen Winkelzügen, die Herrschaft der Aldenburger zu brechen. Im Aldenburger Traktat von 1693 erreichte sie, dass die Witwe und der unmündige Sohn Anton II. des Grafen unter anderem auf Gut Hahn verzichtete. Der inzwischen als Pächter dort ansässig gewordene Kammerrat von Felden hatte hinfort eine Erbheuer in Höhe von 200 rt an den dänischen König zu zahlen.
Dem „kunstreichsingenden Papagay“ des Gutes setzte Hinrich Janssen ein literarisches Denkmal.

### Hans-Hinrich von Stöcken
Hans-Hinrich von Stöcken (1684–1751), dänischer Landvogt im Stadland und in Butjadingen, erwarb 1737 Gut Hahn.
Die Rasteder Gemeindearchivarin Margarethe Pauly hat in ihrem Archiv Dokumente gefunden, die darauf hinweisen, dass der französische Dichter und Philosoph Voltaire um 1750 Interesse daran bekundet haben soll, Gut Hahn zu kaufen. Dieses Interesse soll Gräfin Charlotte Sophie Bentinck, damals in Berlin lebende Urenkelin Graf Anton Günthers, geweckt haben. Der Kauf scheiterte an dem plötzlichen Tod Hans-Hinrich von Stöckens im Januar 1751. Dessen Erben sollen 1751 an einem Verkauf des Guts an Voltaire nicht interessiert gewesen sein.

### Johann Georg von Hendorff
1754 ging das Gut in den Besitz des in dänischen Diensten als Kriegskommissar und Justizrat stehenden Johann Georg Henrichs über. König Friedrich V. erlaubte ihm die Einrichtung einer Ziegelei, erteilte ihm die Konzession zum Brauen und Branntweinbrennen und erhob ihn mit dem Prädikat „von Hendorff“ in den dänischen Adelsstand. 1765 ließ von Hendorff die beiden alten Vorwerksgebäude abbrechen und dafür das bis heute erhaltene ostfriesische Gulfhaus errichten.

### Gut Hahn von 1809 bis 1854
13 Jahre nach Hendorffs Tod verkauften die Erben das Gut an den Holländer Jan Zeper. Ihm folgte 1809 der Ostfriese Albert Eden Alberts. Der nächste Besitzer war der französische Ritter Louis Marcel de Cousser. Er war nach der Französischen Revolution von 1789 als Königstreuer nach Oldenburg geflohen, hatte dort ein Porzellangeschäft gegründet und war während der Franzosenzeit zum Munizipalratsvorsitzenden ernannt worden. Nach der Befreiung von der französischen Besatzung (1815) erfuhr de Cousser, dass Albert Eden Alberts das Gut Hahn zum Verkauf angeboten hatte. Er wurde mit ihm einig und übernahm das adlig freie Gut zu einem Kaufpreis von 36.000 Talern.

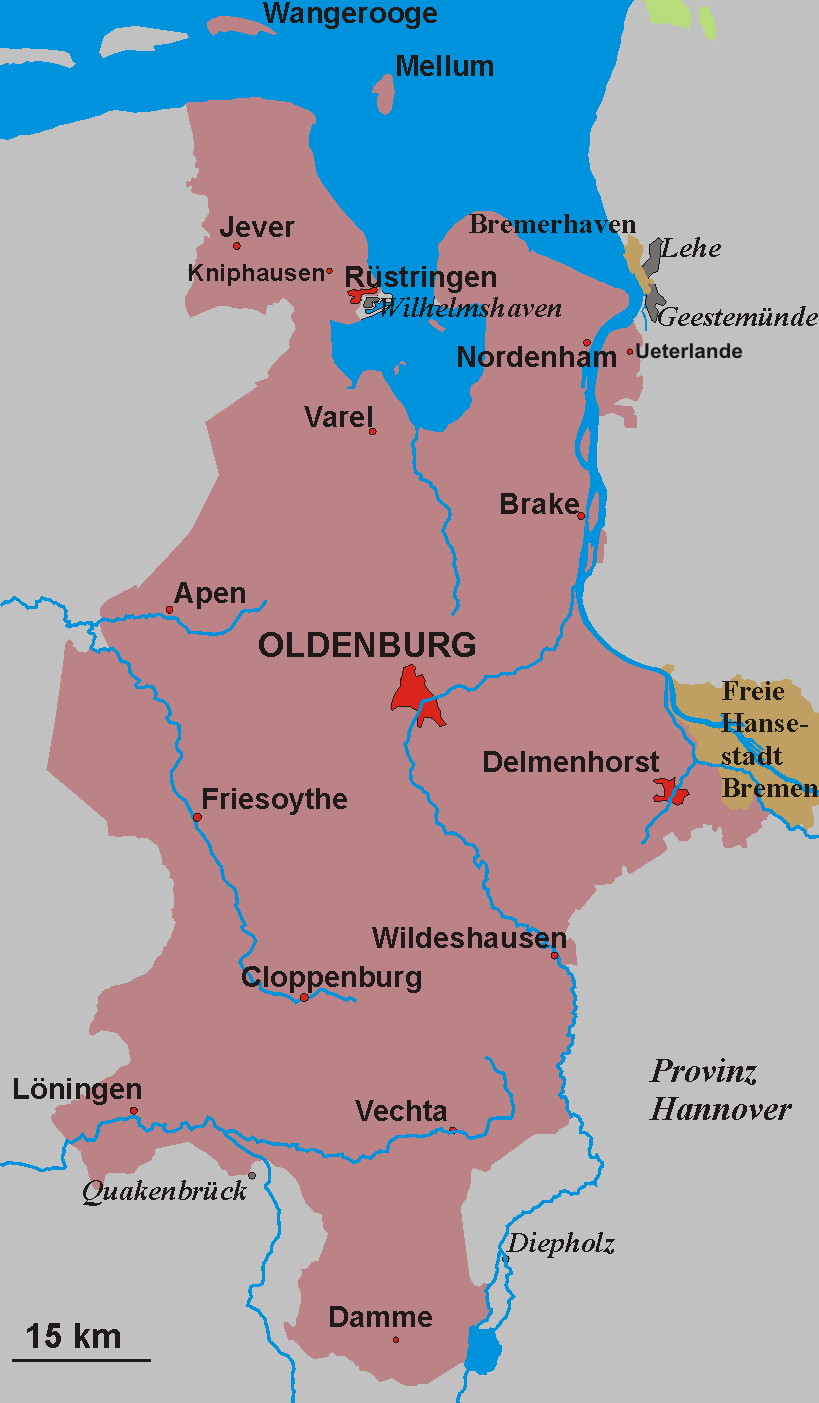
Oldenburg 1866–1937

Louis Marcel de Cousser, der von Hause aus alles andere als ein Bauer war, gehörte in den folgenden Jahren zu der Gruppe der oldenburgischen Landwirte, die durch Anwendung wissenschaftlicher Grundsätze und Anbaumethoden die Landwirtschaft des Herzogtums zu modernisieren suchten. Er wurde zum Präsidenten der Oldenburgischen Landwirtschaftsgesellschaft gewählt und in Anerkennung seiner Verdienste bei der Einführung neuer Methoden und der Kultivierung großer Heideflächen mit der silbernen und goldenen Medaille ausgezeichnet. Das inhaltsreiche Leben des in Deutschland heimisch gewordenen Franzosen endete 1854.

### Neubau Herrenhaus und Villa Louiswerth
Sein Sohn und Erbe Adolph Friedrich de Cousser ließ 1856 das alte Herrenhaus abbrechen und ein neues erbauen, das sich heute noch in einem guten Zustand befindet. Gleichzeitig erbaute er für seine Mutter die Villa Louiswerth an der Oldenburger Straße. Der Enkelsohn Louis Marcel de Cousser bemühte sich mehr um den Ausbau der Klinkerziegelindustrie in der Friesischen Wehde, als um die Landwirtschaft auf Gut Hahn. 1882 verkaufte er das Gut mitsamt der Ziegelei und mehreren Wohnhäusern in dem inzwischen zu einem Dorf mit Bahnstation angewachsenen Ort Hahn. Der Käufer war ein Verwandter mütterlicherseits, der Brauereibesitzer Treitschke in Erfurt. Dieser beabsichtigte offensichtlich, die dem Gut erteilte Brauereikonzession zu nutzen, hatte damit aber keinen Erfolg. Treitschkes Erben in Erfurt waren sich einig in dem Bestreben, das Gut zu verkaufen, und der ehemalige Besitzer Louis de Cousser nahm 1911 die Gelegenheit wahr, es für den Preis von 465.000 Mark wiederzuerwerben. Er starb aber schon zwei Jahre später. Seine Witwe stellte das Herrenhaus im Ersten Weltkrieg als Lazarett zur Verfügung.

### Gut Hahn von 1917 bis heute
1917 erkannte Frau de Cousser, dass sie mit der Verwaltung eines großen Gutes überfordert war. Sie bot es darum in einer Forst- und Jagdzeitschrift zum Verkauf an. Der Sägewerksbesitzer Friedrich Hünninghaus aus Haßlinghausen bei Wuppertal machte sich sofort auf den Weg, um es zu besichtigen. Sein Hauptinteresse galt dem Wald, in dem er Holzvorräte für seine Sägerei sichern wollte. In Hahn musste er feststellen, dass der Baumbestand nicht seinen Vorstellungen entsprach. Trotzdem beschloss er, das Gut zu kaufen und errichtete eine neue Sägerei auf dem Gutsgelände, ließ aber den Wald und die herrlichen Parkanlagen fast unangetastet. Das Holz für die Sägerei ließ er sich aus der Lüneburger Heide heran transportieren. Hünninghaus nahm sich vor, alle Gebäude zu sanieren. Als Erstes ließ er die Dächer reparieren und Stromleitungen legen. Danach versuchte er, durch Abbruch eines arg verfallenen Nebengebäudes dem zwar idyllischen, aber leicht verkommenen Anwesen wieder ein aufgeräumtes Aussehen zu verleihen. Auch die sagenumwobene Wassermühle aus dem Jahr 1611 fiel der Abbruchseuphorie zum Opfer.
Friedrich Hünninghaus vererbte seiner Tochter und seinem Schwiegersohn Friedrich Selle das Gut mit dem Sägewerk. Das Sägewerk wurde 1936 stillgelegt. Auf dem dazugehörenden Grundstück wurde während des Krieges eine Kraftfahrzeugstaffel der Wehrmacht untergebracht. Die damals zusätzlich errichteten Mannschaftsbaracken dienten nach dem Krieg als Unterkünfte für so genannte Displaced Persons, zum größten Teil Letten, die nicht in ihre Heimat zurückkehren wollten oder konnten.
Gutsbesitzer Selle verfügte in seinem Testament, dass seine drei unmündigen Enkelkinder als Erbengemeinschaft das Gut Hahn erhalten sollten. Caroline, eines der drei Enkelkinder, heiratete den Holländer Wim Deekens und wohnt jetzt mit ihm zusammen und ihrem Bruder Stephan in dem alten Gutshaus.
Die Landwirtschaft ist verpachtet. Erwerbsgrundlage des Gutes sind Milchvieh- und Forstwirtschaft, ein Solarpark und eine Reitschule.
Durch die Planungen zur Verlängerung der „Küstenautobahn“ A 20 vom Wesertunnel bei Rodenkirchen nach Westerstede sieht die Gutsbesitzerin ihre Idylle bedroht. Bereits beim Bau der Bahnstrecke Oldenburg–Wilhelmshaven war die ehemalige Zufahrt von Norden frontal auf das Herrenhaus zugunsten der Bahn nach Südwesten verlegt worden. Die neue Autobahn soll 700 m vom Herrenhaus entfernt verlaufen. Die Eisenbahn führt von Norden nach Süden durch das 163 Hektar große Gutsgelände, die Autobahn würde es zusätzlich in Ost-West-Richtung spalten. Von der Wilhelmshavener Straße bei Bekhausen kommend, würde das Bauwerk in 14 Meter Höhe über die Bahngleise führen. Zwei Hektar Pferdeweiden und ebenso viel Wald wären verloren, der Pächter, der die Landwirtschaft betreibt, könnte drei Hektar Weideland im Norden nur noch durch einen Tunnel erreichen. Im weiteren Verlauf soll  die Autobahn auf einem sieben bis zehn Meter hohen Wall in 300 Meter Entfernung um das Gutshaus herum durch den Wald führen.